# 2019年利比亞塔朱拉難民中心空襲
2019年利比亞塔朱拉難民中心空襲發生在7月2日，陸軍元帥哈利法·贝加斯姆·哈夫塔尔的利比亞國民軍發動空袭，擊中利比亞的黎波里外的塔朱拉難民中心，當時數以百計的民眾身處中心內，被拘留的都是嘗試前往歐洲的難民。空襲令被闢作讓難民居住的機庫遭到破壞，联合国人权理事会指出有600人居住在該處，最終造成53人死亡、130人受傷。被指是策劃者的國民軍的魯莽行為和以平民百姓作為目標的企圖遭到全球各界猛烈的憤慨譴責。空襲亦令歐盟加強審查政策，包括與民兵合作拘留難民、以及資助和訓練利比亞海岸防衛隊（海岸防衛隊乃逮捕最多難民的組織）。

## 背景
由民族團結政府營運的難民拘留中心網絡位於利比亞的北部，有34間中心組成，總共住有超過5000人。是次遭到空襲的塔朱拉拘留中心是34間之一，位於利比亞首都的黎波里以東16公里。
2019年4月，哈利法·贝加斯姆·哈夫塔尔將軍指揮的利比亞國民軍發動新一輪攻勢，希望收復利比亞西部和首都的黎波里。同年5月，國民軍發動空襲擊中一個目標，目標距離拘留中心不足100米，因此引起聯合國難民署呼籲中心疏散的黎波里衝突區內的難民和移民。7月1日，國民軍證實開展空中攻勢。發言人表示行動摧毀了米提加國際機場的無人機主要控制室，最終導致機場要即時暫停所有民航航班。由於米提加乃的黎波里唯一一個運作中的機場，因此首都對外的空中交通全面暫停。

## 空襲
2019年7月2日，一場空襲直接擊中塔朱拉拘留中心的住人機庫，當時移民家庭正入睡。一名無國界醫生的統籌人員點算到空襲前有126名移民居於機庫裡面。航拍照片顯示空襲令機庫的頂部塌陷，部分牆壁被炸至倒塌。聯合國人道主義事務協調廳表示當時有兩次空襲，分別擊中無人居住的車庫和住有約120人的機庫，守衛更向嘗試逃離拘留中心的難民和移民開槍。民族團結政府的內政部明確否認有關開槍的報導。衛生部一名顧問表示拘留中心「滿佈血漬和身體殘肢」。政府形容事件是「大屠殺」。
根據聯合國，至少53人在空襲中死亡，130人受傷。
獲埃及、阿聯酋、俄羅斯支持的利比亞國民軍表示他們原定攻擊難民中心鄰近的軍事基地。根據國際特赦組織，肇事的難民拘留中心和武器储存仓库都身處同一座大院中。民族團結政府內政部長法特希·巴沙哈否認大院內儲有軍火武器。

## 回應

### 利比亞
由於早前哈夫塔尔將軍在四月發動新一輪攻勢，獲聯合國支持的民族團結政府成為目標；加上是次空襲兩日前哈夫塔尔公開表示「傳統戰爭手法」是不足夠的。因此政府將襲擊歸咎於與國民軍有聯繫的空軍。但即使國民軍宣布計劃進行空襲以報復失去對盖尔扬的控制權，將軍的發言人向獨立報表示國民軍是襲擊幕後黑手的指控是「不正確」的，因為「國民軍沒有空中軍事行動」。
民族團結政府內政部長法特希·巴沙哈在7月4日宣布政府因無法確保難民的安全，因此正計劃關閉拘留中心和釋放所有難民。翌日Bashagha指控阿聯酋使用美國製造的F-16戰鬥機空襲難民中心，援引證據表示「技術人員和機師能夠分辨出戰鬥機的聲音」，「是次（炸彈）的毀滅性能量是十分大，與2014年的（所投下的炸彈）的能量差不多」。

### 國際
其他國家和國際性組織都呼籲進行調查，譴責空襲和對人民死亡感到悲傷。
- 联合国
  - 聯合國難民署發言人表示拘留中心接近武器倉庫，令拘留中心遭到空襲[5]
  - 联合国人权事务高级专员办事处高級專員米歇爾·巴切萊特表示空襲或可構成「戰爭罪」[3][19]
  - 聯合國秘書長安东尼奥·古特雷斯在官方聲明中要求調查空襲「如何發生和誰要負責，並把這些人拘捕」[20]
  - 联合国难民署聯同國際移民組織發表聯合聲明，表示「兩個組織強烈譴責是次和任何攻擊平民的襲擊。我們亦呼籲馬上停止拘留難民和移民」[4]
  - 聯合國安全理事會討論由英國提出的決議草稿，內容包括譴責襲擊和呼籲停火，惟因美國未有支持決議而未能通過[14][21]
  - 聯合國亦呼籲就事件進行調查[22]
- 非洲聯盟：聯盟透過委员会主席（英语：Chairperson of the African Union Commission）穆萨·法基發表聲明，重申呼籲即時停火，要求「進行獨立調查，以確保策動這場針對無辜平民的可怕罪行的人要被繩之於法」。法基強調國際社會的人道救援物資對保護難民的重要性[23]。

- 美国：國務院指出「這場悲劇和不必要的人命損失，影響了最脆弱的群體之一，凸顯利比亞各方需要急切緩和的黎波里戰爭並恢復政治進程，這是在利比亞实现持久和平与稳定的唯一可行途径」。
- 土耳其：外交部（英语：Ministry_of_Foreign_Affairs_(Turkey)）指出襲擊是「危害人类的罪行」，將事件歸咎於哈夫塔尔軍隊[24]。
- 乌克兰：外交部（英语：Ministry_of_Foreign_Affairs_(Ukraine)）發表聲明強調需要一個「全面、可信的調查」，呼籲馬上無條件停火，以避免更多死傷[25]。
- 馬爾他：外交部長（英语：Ministry_for_Foreign_Affairs_(Malta)）卡梅洛·阿贝拉（英语：Carmelo Abela）發表官方聲明譴責襲擊，強調正身處危險環境的難民應該「在联合国的监督和保护下迅速转移到安全的地方」[26]。
- ：外交部發表聲明呼籲就空襲一事進行「緊急的國際調查」，並「強烈譴責殘忍的襲擊」，補充道空襲「或等同戰爭罪行和危害人類罪」[27]。
- 阿尔及利亚：政府以「最大力度」譴責襲擊，認為「这些侵略行为已造成无辜難民中许多人受害」，並呼籲利比亞當局「找出这一血腥侵略行为的肇事」，強調利比亞各方應該馬上重返包容性對話[28]。
- 國際特赦組織：國際特赦組織中東和北非幹事要求国际刑事法院從戰爭罪行的方向調查是次襲擊，並表示這是死傷是「利比亚和欧洲的无情移民政策的後果」[5]。